# Ronald Breslow
Ronald Charles David Breslow (Rahway, 14 de março de 1931 – 25 de outubro de 2017) foi um químico estadunidense.
Foi professor na Universidade Columbia, no Departamento de Química, e afiliado ao Departamento de Ciências Biológicas e Farmacologia, e pertenceu à faculdade do Departamento de Engenharia Química. Foi professor em Columbia desde 1956 e foi catedrático do Departamento de Química.

## Obras
- Organic Reaction Mechanisms, an introduction. 2. Edição, Benjamin 1969
- Chemistry today and tomorrow. The central, useful, and creative science. American Chemical Society/Jones and Bartlett 1997
- Editor: Artificial Enzyms. Wiley-VCH 2005
- The nature of aromatic molecules. In: Scientific American. Agosto de 1972